# 中山冷泉為尚
中山冷泉 為尚（なかやまれいぜい ためひさ）は、江戸時代前期の公卿。

## 生涯
慶長16年に叙爵され、2年後の同18年11月8日（1613年12月19日）、10歳で元服し、同日侍従になる。その後も昇叙し続け、寛永12年、従三位となり公卿入りを果たした。同18年正月には正三位に昇叙、同12月28日には参議となるも翌日には辞退している。権中納言に任じられた慶安2年2月30日（1649年4月11日）、帯剣を許される。同年4月には、病気のために権中納言を辞退した。寛文2年（1662年）、59歳で薨去。法号は一行院観叟覚心。

## 系譜
- 妻：家女房
  - 男子：今城定淳 - 今城家

## 官歴
- 慶長16年12月29日（1612年1月31日）、叙爵
- 慶長18年11月8日（1613年12月19日）、侍従
- 慶長20年1月5日（1615年2月2日）、従五位上
- 元和4年1月5日（1618年1月31日）、正五位下
- 元和5年12月15日（1620年1月19日）、右近衛少将
- 元和9年1月5日（1623年2月4日）、従四位下
- 寛永3年12月1日（1627年1月18日）、右近衛中将
- 寛永5年1月7日（1628年2月11日）、従四位上
- 寛永8年1月5日（1631年2月5日）、正四位下
- 寛永12年1月5日（1635年2月22日）、従三位
- 寛永18年1月5日（1641年2月14日）、正三位
- 寛永18年12月28日（1642年1月28日）、参議
- 寛永18年12月29日（1642年1月29日）、参議辞退
- 慶安2年2月30日（1649年4月11日）、権中納言
- 慶安2年4月1日（1649年5月12日）、従二位（位記を同月3日に賜う）
- 慶安2年4月24日（1649年6月4日）、権中納言辞退